# Bisdom Richmond

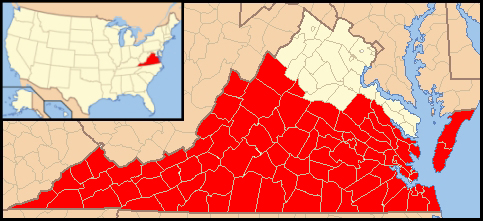
De bisdommen Richmond (rood) en Arlington (geel) binnen de staat Virginia

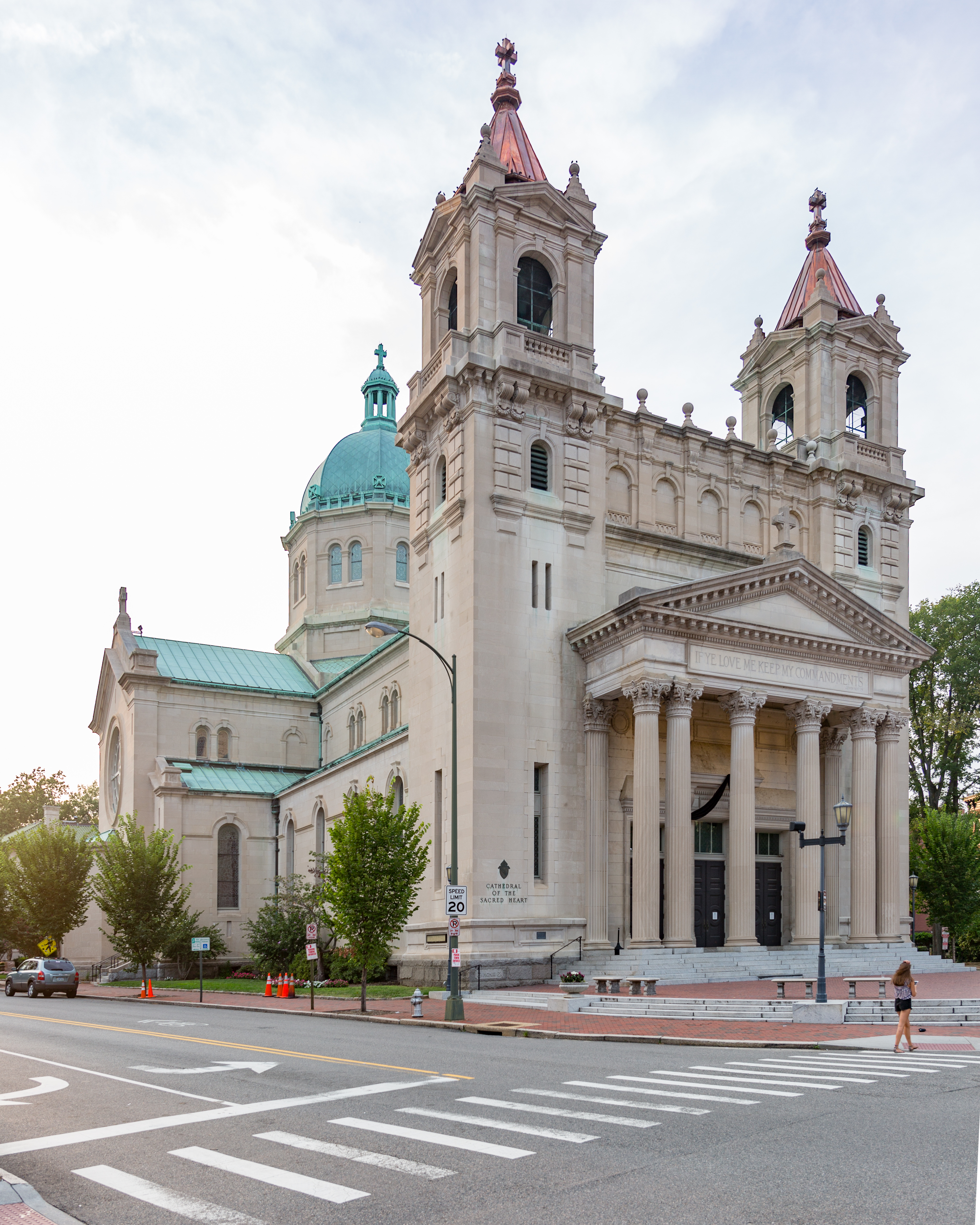
De Heilig Hartkathedraal van Richmond

Het bisdom Richmond (Latijn: Dioecesis Richmondiensis) is een rooms-katholiek bisdom met als zetel Richmond in Virginia. Het is een suffragaan bisdom van het aartsbisdom Baltimore. Het bisdom werd opgericht in 1820.
In 2020 telde het bisdom 138 parochies. Het bisdom heeft een oppervlakte van 86.071 km2 en telde in 2020 5.242.000 inwoners waarvan 5% rooms-katholiek was. 

## Geschiedenis
Al rond 1570 waren Spaanse katholieke missionarissen actief in Virginia, maar de eerste georganiseerde katholieke gemeenschappen ontstonden pas in 1794. Tussen 1607 en 1786 was de Katholieke Kerk verboden in Virginia, maar ook nadien hadden katholieken te kampen met discriminatie. Het bisdom Richmond werd opgericht in 1820 en was het zevende katholiek bisdom in de Verenigde Staten. Het bisdom omvatte bij oprichting de hele staat Virginia en ook West Virginia. Katholieken vormden een kleine minderheid in de overwegend protestantse staten en de parochies in het bisdom lagen ver uit elkaar en hadden een chronisch gebrek aan priesters. De meeste katholieken in het bisdom zijn afstammelingen van immigranten uit Frankrijk, Ierland, Duitsland, Libanon, de Filipijnen, Latijns-Amerika, Vietnam, Korea en Afrika. Bijkomend groeide de kerk door arbeidsmigratie met name tijdens beide wereldoorlogen.
Na de Burgeroorlog werden aparte parochies en katholieke scholen opgezet voor zwarte katholieken. Vanaf de jaren 1960 werden deze zwarte gemeenschappen vanuit het bisdom geïntegreerd in de blanke katholieke gemeenschappen. Dit leidde soms tot tegenstand van de zwarte katholieken omdat die bang waren hun eigenheid te verliezen.
Vanaf 2002 kwamen ook in het bisdom Richmond gevallen van seksueel misbruik in het verleden aan het licht.

## Bisschoppen
- Patrick Kelly (1820-1822)
- Richard Vincent Whelan (1840-1850)
- John McGill (1850-1872)
- James Gibbons (1872-1877)
- John Joseph Keane (1878-1888)
- Augustine Van de Vyver (1889-1911)
- Denis Joseph O’Connell (1912-1926)
- Andrew James Louis Brennan (1926-1945)
- Peter Leo Ireton (1945-1958)
- John Joyce Russell (1958-1973)
- Walter Francis Sullivan (1974-2003)
- Francis Xavier DiLorenzo (2004-2017)
- Barry Christopher Knestout (2017-)

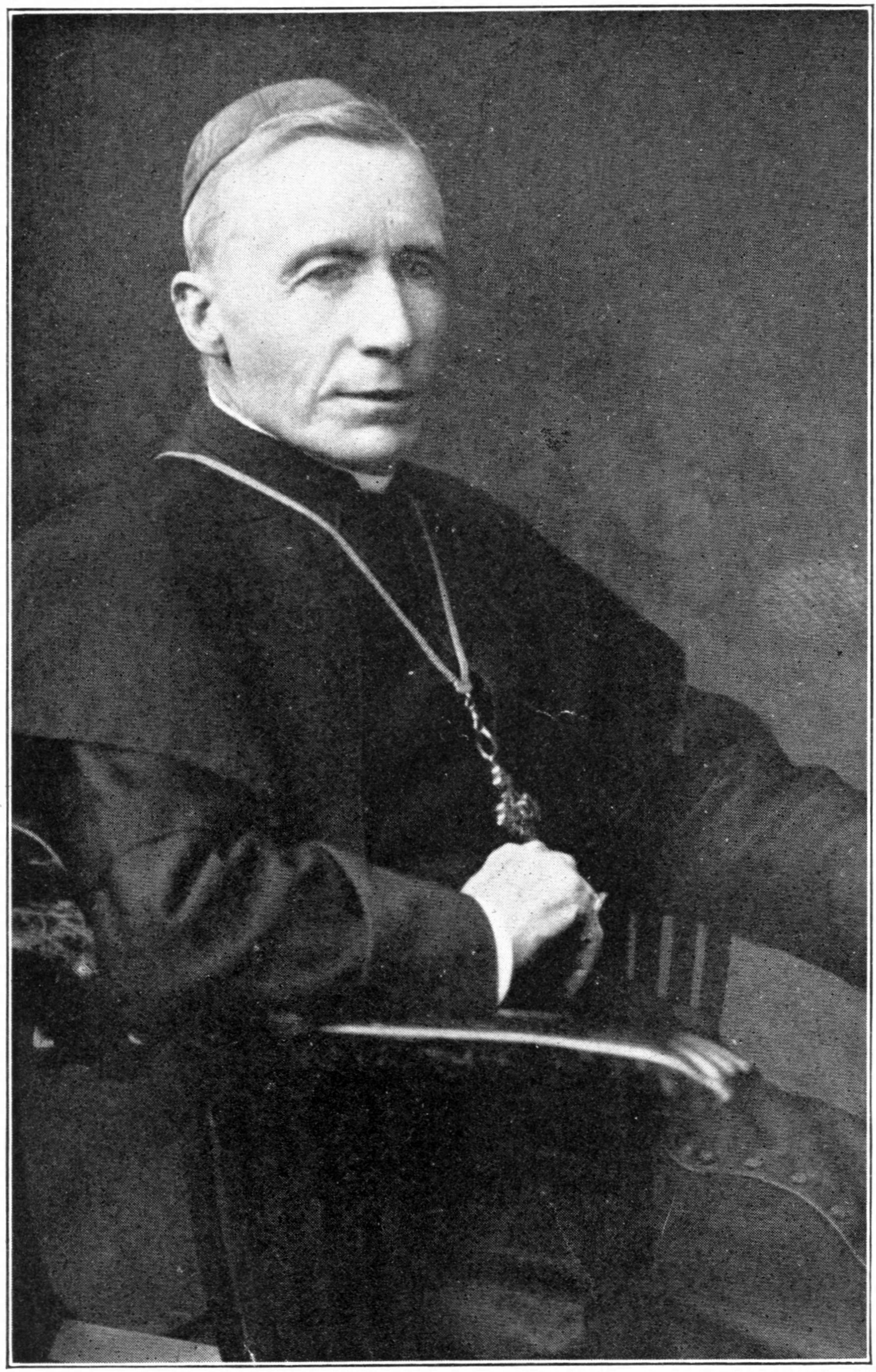
James Gibbons
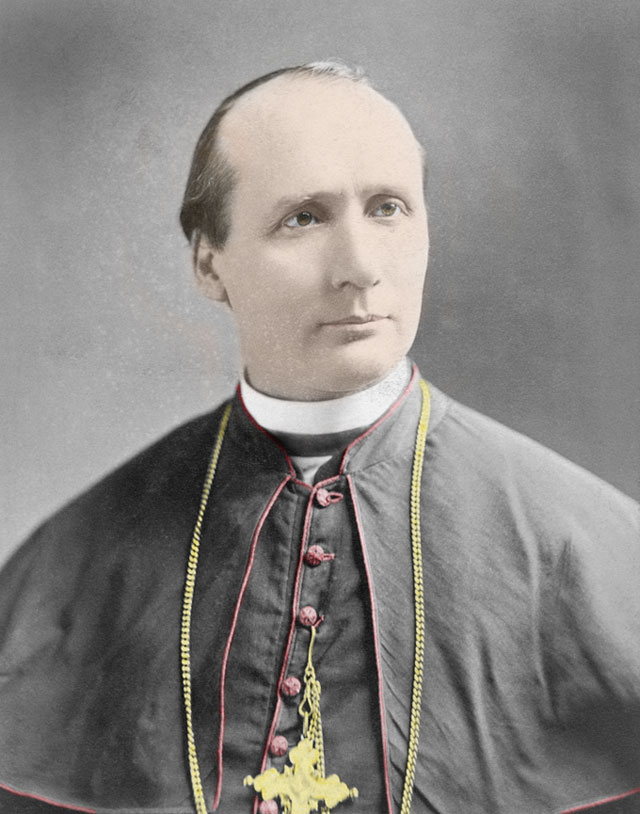
John Joseph Keane
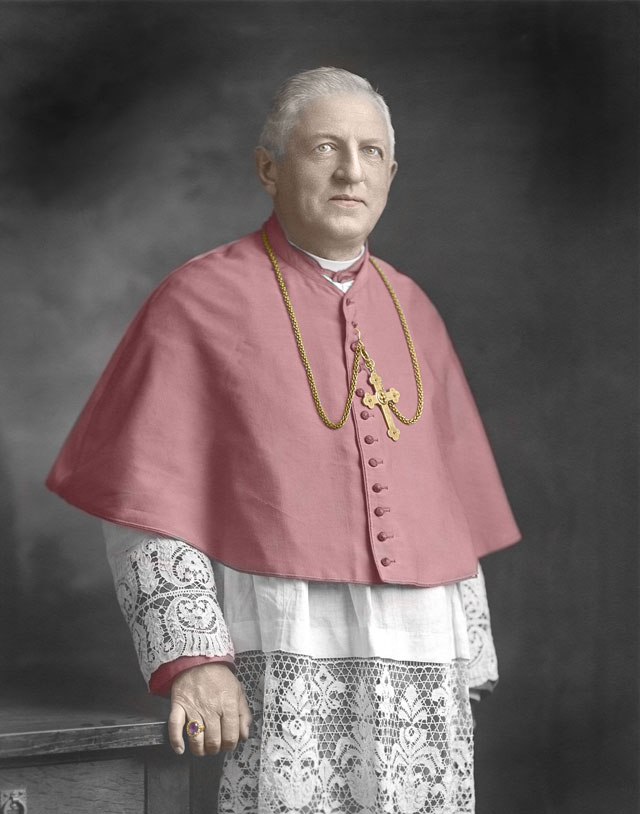
Augustine Van de Vyver
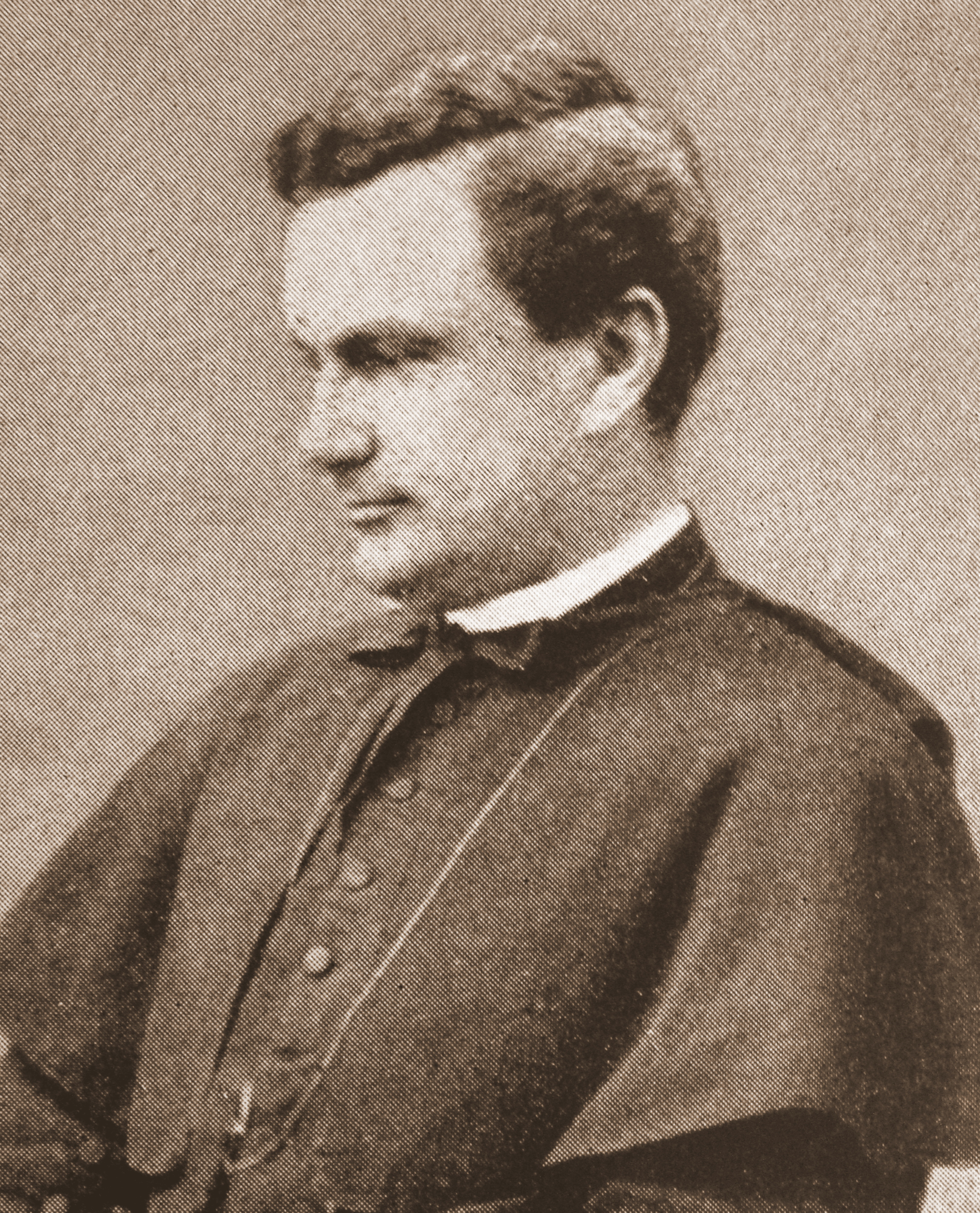
Denis Joseph O’Connell
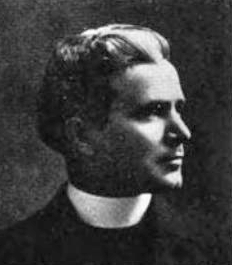
Andrew James Louis Brennan